# Ryan Fraser
Ryan Fraser (24 de febrer de 1994) és un futbolista professional escocès que juga com a volant per l'AFC Bournemouth i per l'equip nacional escocés.